# جو ماكدونل (لاعب كرة قدم)
جو ماكدونل (بالإنجليزية: Joe McDonnell)‏ (19 مايو 1994 في المملكة المتحدة - ) هو لاعب كرة قدم بريطاني في مركز حراسة المرمى. لعب مع هامبتون أند ريتشموند بورو وBasingstoke Town F.C. ‏ وHendon F.C. ‏ وإيه أف سي ويمبلدون وHarrow Borough F.C. ‏.

## وصلات خارجية
- جو ماكدونل على موقع قاعدة بيانات كرة القدم.إي يو (الإنجليزية)
- جو ماكدونل على موقع Soccerbase.com (لاعب) (الإنجليزية)